# Strobilanthes pulcherrimus
Strobilanthes pulcherrimus är en akantusväxtart som beskrevs av T. Anders.. Strobilanthes pulcherrimus ingår i släktet Strobilanthes och familjen akantusväxter. Inga underarter finns listade i Catalogue of Life.